# China Arena Football League 2016
La China Arena Football League 2016 è stata la 1ª edizione del campionato cinese di football a 8 di primo livello, organizzato dalla CAFL.

## Squadre partecipanti
| Club                | Città    | Stadio | Sponsor ufficiale |
| ------------------- | -------- | ------ | ----------------- |
| Beijing Lions       | Pechino  |        |                   |
| Dalian Dragon Kings | Dalian   |        |                   |
| Guangzhou Power     | Canton   |        |                   |
| Qingdao Clipper     | Tsingtao |        |                   |
| Shanghai Skywalkers | Shanghai |        |                   |
| Shenzhen Naja       | Shenzhen |        |                   |

## Draft
| C  | Centro            |    | CB               | Cornerback |                  | DB | Defensive back    |  | DE | Defensive end |
| DL | Defensive lineman | DT | Defensive tackle | FB         | Fullback         | FS | Free safety       |  |    |               |
| G  | Guardia           | HB | Halfback         | K          | Placekicker      | KR | Kick returner     |  |    |               |
| LB | Linebacker        | LS | Long snapper     | OT         | Offensive tackle | OL | Offensive lineman |  |    |               |
| NT | Nose tackle       | P  | Punter           | PR         | Punt returner    | QB | Quarterback       |  |    |               |
| RB | Running back      | S  | Safety           | SS         | Strong safety    | TB | Tailback          |  |    |               |
| TE | Tight end         | WR | Wide receiver    |            |                  |    |                   |  |    |               |

Il draft si è tenuto il 10 giugno 2016. Le squadre hanno effettuato 20 giri di scelte invertendo l'ordine di scelta a ogni giro. Sono stati scelti un totale di 120 giocatori, 60 dei quali cinesi e 60 internazionali (43 dei quali con precedenti esperienze in AFL).
Il 15 giugno si è tenuto un draft supplementare composto da ulteriori 2 giri.
|  | Giro | Scelta | Squadra             | Giocatore            | Ruolo | Status         |
|  | ---- | ------ | ------------------- | -------------------- | ----- | -------------- |
|  | 1    | 1      | Guangzhou Power     | David Wang           | OL    | Cinese         |
|  | 1    | 2      | Dalian Dragon Kings | Joe Hills            | WR    | Internazionale |
|  | 1    | 3      | Shanghai Skywalkers | Shane Austin         | QB    | Internazionale |
|  | 1    | 4      | Shenzhen Naja       | Du Feng              | DL    | Cinese         |
|  | 1    | 5      | Qingdao Clipper     | Bryan Randall        | QB    | Internazionale |
|  | 1    | 6      | Beijing Lions       | Wayne Tribue         | OL    | Internazionale |
|  | 2    | 7      | Beijing Lions       | Neal Tivis           | OL    | Internazionale |
|  | 2    | 8      | Qingdao Clipper     | Jason Holman         | OL/DL | Internazionale |
|  | 2    | 9      | Shenzhen Naja       | Wang Shida           | DB    | Cinese         |
|  | 2    | 10     | Shanghai Skywalkers | Liu Shuai            | WR    | Cinese         |
|  | 2    | 11     | Dalian Dragon Kings | Billy Lai            | OL    | Cinese         |
|  | 2    | 12     | Guangzhou Power     | Brennen Carvalho     | OL    | Internazionale |
|  | 3    | 13     | Guangzhou Power     | Yang Hao             | LB    | Cinese         |
|  | 3    | 14     | Dalian Dragon Kings | Talib Wise           | WR    | Internazionale |
|  | 3    | 15     | Shanghai Skywalkers | Dwayne Hollis        | DB    | Internazionale |
|  | 3    | 16     | Shenzhen Naja       | Zhang Jia Qi         | OL    | Cinese         |
|  | 3    | 17     | Qingdao Clipper     | Jake Metz            | OL/DL | Internazionale |
|  | 3    | 18     | Beijing Lions       | James Romain         | DB    | Internazionale |
|  | 4    | 19     | Beijing Lions       | Teddy Jennings       | DL    | Internazionale |
|  | 4    | 20     | Qingdao Clipper     | Rayshaun Kizer       | DB    | Internazionale |
|  | 4    | 21     | Shenzhen Naja       | Colin Madison        | OL    | Internazionale |
|  | 4    | 22     | Shanghai Skywalkers | Shaun Kauleinamoku   | WR    | Internazionale |
|  | 4    | 23     | Dalian Dragon Kings | Kwok-Wing Steve Tang | DL    | Cinese         |
|  | 4    | 24     | Guangzhou Power     | Tyre Glasper         | LB    | Internazionale |
|  | 5    | 25     | Guangzhou Power     | Dexter Davis Jr.     | DL    | Internazionale |
|  | 5    | 26     | Dalian Dragon Kings | Phillip Garcia       | QB    | Internazionale |
|  | 5    | 27     | Shanghai Skywalkers | Justin Lawrence      | DL    | Internazionale |
|  | 5    | 28     | Shenzhen Naja       | Xin Xu               | DL    | Cinese         |
|  | 5    | 29     | Qingdao Clipper     | Joe Phinisee         | DB    | Internazionale |
|  | 5    | 30     | Beijing Lions       | Collin Taylor        | WR    | Internazionale |
|  | 6    | 31     | Beijing Lions       | Paul Chih-Ping Cheng | DL    | Cinese         |
|  | 6    | 32     | Qingdao Clipper     | Kevin Kuo            | OL/DL | Cinese         |
|  | 6    | 33     | Shenzhen Naja       | Robert Williams jr.  | DL    | Internazionale |
|  | 6    | 34     | Shanghai Skywalkers | Wang Lei             | DB    | Cinese         |
|  | 6    | 35     | Dalian Dragon Kings | Yan Li Guang         | DL    | Cinese         |
|  | 6    | 36     | Guangzhou Power     | Andre Martin         | WR/DB | Internazionale |
|  | 7    | 37     | Guangzhou Power     | Frank Trotter        | DL    | Internazionale |
|  | 7    | 38     | Dalian Dragon Kings | Ameer Ismail         | LB    | Internazionale |
|  | 7    | 39     | Shanghai Skywalkers | Gu Xu Bing           | FB    | Cinese         |
|  | 7    | 40     | Shenzhen Naja       | Dak Britt            | QB    | Internazionale |
|  | 7    | 41     | Qingdao Clipper     | Xavier Boyce         | WR    | Internazionale |
|  | 7    | 42     | Beijing Lions       | Chris Dieker         | QB    | Internazionale |
|  | 8    | 43     | Beijing Lions       | Xing Long Xiong      | WR    | Cinese         |
|  | 8    | 44     | Qingdao Clipper     | Sun Shuo             | OL/DL | Cinese         |
|  | 8    | 45     | Shenzhen Naja       | Terrance Smith       | DB    | Internazionale |
|  | 8    | 46     | Dalian Dragon Kings | Mike Washington      | WR    | Internazionale |
|  | 8    | 47     | Shanghai Skywalkers | Qu San Zhi           | OL/DL | Cinese         |
|  | 8    | 48     | Guangzhou Power     | Qiu Xun Da           | WR    | Cinese         |
|  | 9    | 49     | Guangzhou Power     | Duane Brooks         | WR    | Internazionale |
|  | 9    | 50     | Shanghai Skywalkers | Jarrod Hernandez     | OL    | Internazionale |
|  | 9    | 51     | Dalian Dragon Kings | Zhang Dong Sheng     | OL    | Cinese         |
|  | 9    | 52     | Shenzhen Naja       | Adrian Ferns         | FB/LB | Internazionale |
|  | 9    | 53     | Qingdao Clipper     | Reggie Gray          | WR    | Internazionale |
|  | 9    | 54     | Beijing Lions       | Calvin Fance         | DL    | Internazionale |
|  | 10   | 55     | Beijing Lions       | Zhang Tian Hao       | OL/DL | Cinese         |
|  | 10   | 56     | Qingdao Clipper     | Tanner Varner        | DB    | Internazionale |
|  | 10   | 57     | Shenzhen Naja       | Larry Max Westphal   | OL    | Internazionale |
|  | 10   | 58     | Dalian Dragon Kings | Willie McGinnis      | DL    | Internazionale |
|  | 10   | 59     | Shanghai Skywalkers | Wang Bing            | DB    | Cinese         |
|  | 10   | 60     | Guangzhou Power     | Lavasier Tuinei      | WR/DB | Internazionale |
|  | 11   | 61     | Guangzhou Power     | Sun Mo Han           | OL/DL | Cinese         |
|  | 11   | 62     | Shanghai Skywalkers | Jordan Mosely        | OL    | Internazionale |
|  | 11   | 63     | Dalian Dragon Kings | Travis Miller        | OL/DL | Internazionale |
|  | 11   | 64     | Shenzhen Naja       | Han Shao Chuan       | LB    | Cinese         |
|  | 11   | 65     | Qingdao Clipper     | Zhang Tian Shou      | FB/LB | Cinese         |
|  | 11   | 66     | Beijing Lions       | Tsu Yao Lam          | WR/DB | Cinese         |
|  | 12   | 67     | Beijing Lions       | Chen Yun Chen        | OL/DL | Cinese         |
|  | 12   | 68     | Qingdao Clipper     | He Shi Lei           | WR/DB | Cinese         |
|  | 12   | 69     | Shenzhen Naja       | Tristan Purifoy      | WR    | Internazionale |
|  | 12   | 70     | Dalian Dragon Kings | Xu You Peng          | OL/DL | Cinese         |
|  | 12   | 71     | Shanghai Skywalkers | Fan Zheng Yu         | LB    | Cinese         |
|  | 12   | 72     | Guangzhou Power     | J.J. Raterink        | QB    | Internazionale |
|  | 13   | 73     | Guangzhou Power     | Li An                | DL    | Cinese         |
|  | 13   | 74     | Shanghai Skywalkers | Kent Richardson      | DB    | Internazionale |
|  | 13   | 75     | Dalian Dragon Kings | Zhao Zhen Nan        | WR/DB | Cinese         |
|  | 13   | 76     | Shenzhen Naja       | Shen Yu Lan          | FB    | Cinese         |
|  | 13   | 77     | Qingdao Clipper     | Matt Moss            | DL    | Internazionale |
|  | 13   | 78     | Beijing Lions       | Zhang Xiao Zha       | WR    | Cinese         |
|  | 14   | 79     | Beijing Lions       | Erwin Sennett Wu     | DB    | Cinese         |
|  | 14   | 80     | Qingdao Clipper     | Wondell Rutledge     | OL/DL | Internazionale |
|  | 14   | 81     | Shenzhen Naja       | David Hong           | OL/DL | Cinese         |
|  | 14   | 82     | Dalian Dragon Kings | Christian Wise       | WR/DB | Internazionale |
|  | 14   | 83     | Shanghai Skywalkers | Kap Ip               | WR    | Cinese         |
|  | 14   | 84     | Guangzhou Power     | Liang Xin Hao        | WR    | Cinese         |
|  | 15   | 85     | Guangzhou Power     | Virgil Gray          | DB    | Internazionale |
|  | 15   | 86     | Shanghai Skywalkers | Darnell Burks        | DB    | Internazionale |
|  | 15   | 87     | Dalian Dragon Kings | Taylor Russolino     | K     | Internazionale |
|  | 15   | 88     | Shenzhen Naja       | LaChristopher Lee    | WR    | Internazionale |
|  | 15   | 89     | Qingdao Clipper     | Yang Peng Sheng      | DB    | Cinese         |
|  | 15   | 90     | Beijing Lions       | Junxing Zhang        | WR/DB | Cinese         |
|  | 16   | 91     | Beijing Lions       | Chris Hemphill       | WR/DB | Internazionale |
|  | 16   | 92     | Qingdao Clipper     | A Tie                | OL/DL | Cinese         |
|  | 16   | 93     | Shenzhen Naja       | Xu Xin Tian          | WR    | Cinese         |
|  | 16   | 94     | Dalian Dragon Kings | Kevin Bartie         | DB    | Internazionale |
|  | 16   | 95     | Shanghai Skywalkers | Ma Zhen              | WR    | Cinese         |
|  | 16   | 96     | Guangzhou Power     | Ma Jin Hui           | DB    | Cinese         |
|  | 17   | 97     | Guangzhou Power     | Zhang Hai Tao        | OL/DL | Cinese         |
|  | 17   | 98     | Shanghai Skywalkers | Maurice Woodard      | WR/DB | Internazionale |
|  | 17   | 99     | Dalian Dragon Kings | Zheng Yu Jiang       | FB    | Cinese         |
|  | 17   | 100    | Shenzhen Naja       | Lin Yi Hong          | DB    | Cinese         |
|  | 17   | 101    | Qingdao Clipper     | Baihetiyaer Tuerxun  | WR/DB | Cinese         |
|  | 17   | 102    | Beijing Lions       | Li Xiang             | OL/DL | Cinese         |
|  | 18   | 103    | Beijing Lions       | Pat Clarke           | K     | Internazionale |
|  | 18   | 104    | Qingdao Clipper     | Zhang Tian Chu       | WR/DB | Cinese         |
|  | 18   | 105    | Shenzhen Naja       | John Keith           | DB    | Internazionale |
|  | 18   | 106    | Dalian Dragon Kings | Tian Ye              | FB/LB | Cinese         |
|  | 18   | 107    | Shanghai Skywalkers | Lai Shan Yu          | WR/DB | Cinese         |
|  | 18   | 108    | Guangzhou Power     | Guo Xu               | OL/DL | Cinese         |
|  | 19   | 109    | Guangzhou Power     | Alex Carder          | QB    | Internazionale |
|  | 19   | 110    | Shanghai Skywalkers | Anthony Sanders III  | DL    | Internazionale |
|  | 19   | 111    | Dalian Dragon Kings | Xiao Yu              | OL/DL | Cinese         |
|  | 19   | 112    | Shenzhen Naja       | Kimo Naehu           | K     | Internazionale |
|  | 19   | 113    | Qingdao Clipper     | Guo Rui Bin          | K     | Cinese         |
|  | 19   | 114    | Beijing Lions       | Zhang Xiang Yu       | OL/DL | Cinese         |
|  | 20   | 115    | Beijing Lions       | Luke Collis          | QB    | Internazionale |
|  | 20   | 116    | Qingdao Clipper     | Wang Shi Xue         | LB    | Cinese         |
|  | 20   | 117    | Shenzhen Naja       | Lui Sze Ting         | DB    | Cinese         |
|  | 20   | 118    | Dalian Dragon Kings | Xie Kun              | QB    | Cinese         |
|  | 20   | 119    | Shanghai Skywalkers | Xu Chang             | FB/LB | Cinese         |
|  | 20   | 120    | Guangzhou Power     | Zao Yun              | WR    | Cinese         |
|  | 21*  | 121    | Guangzhou Power     | Luis Vasquez         | DL    | Internazionale |
|  | 21*  | 122    | Shanghai Skywalkers | Qui Zixuan           | K     | Cinese         |
|  | 21*  | 123    | Dalian Dragon Kings | Fan Rong             | OL/DL | Cinese         |
|  | 21*  | 124    | Shenzhen Naja       | Yu Tao               | QB    | Cinese         |
|  | 21*  | 125    | Qingdao Clipper     | Sean Brackett        | QB    | Internazionale |
|  | 21*  | 126    | Beijing Lions       | Rustin Mayorga       | FB    | Internazionale |
|  | 22*  | 127    | Beijing Lions       | Chen Long            | QB    | Cinese         |
|  | 22*  | 128    | Qingdao Clipper     | Li Chao Ren          | K     | Cinese         |
|  | 22*  | 129    | Shenzhen Naja       | Elvis Matagi         | DL    | Internazionale |
|  | 22*  | 130    | Dalian Dragon Kings | Sergio Gilliam       | WR    | Internazionale |
|  | 22*  | 131    | Shanghai Skywalkers | Jawad Yatim          | QB    | Internazionale |
|  | 22*  | 132    | Guangzhou Power     | Ding Long            | K     | Cinese         |

## Arbitri
| Nome                 | Nazionalità | Note                   |
| -------------------- | ----------- | ---------------------- |
| Carl Paganelli       | Stati Uniti | Supervisore            |
| Terri Valenti        | Stati Uniti | Assistente supervisore |
| Vincenzo Calandrelli | Italia      |                        |
| Riccardo Zampedri    | Italia      |                        |
| Wade Wagner          | Stati Uniti |                        |
| RG Detillier         | Stati Uniti |                        |
| William McClesky     | Stati Uniti |                        |
| Corrado Camossa      | Italia      |                        |
| Marco Sala           | Italia      |                        |
| Chiara Tomaz         | Italia      |                        |
| Wang Long            | Cina        |                        |

## Calendario

### Stagione regolare

#### 1ª giornata
| Pechino 1º ottobre 2016, ore 14:00 | Qingdao Clipper | 38 – 35 referto | Guangzhou Power | LeSports Center |

| Pechino 1º ottobre 2016, ore 19:00 | Shenzhen Naja | 47 – 19 | Dalian Dragon Kings | LeSports Center |

| Pechino 2 ottobre 2016, ore 15:00 | Beijing Lions | 54 – 53 (d.t.s.) (20-6 7-13 7-7 13-21 7-6) referto | Shanghai Skywalkers | LeSports Center |

#### 2ª giornata
| Dalian 8 ottobre 2016, ore 11:00 | Shanghai Skywalkers | 45 – 32 referto | Guangzhou Power | Damai Center |

| Dalian 9 ottobre 2016, ore 15:00 | Beijing Lions | 48 – 41 referto | Shenzhen Naja | Damai Center |

| Dalian 9 ottobre 2016, ore 19:00 | Dalian Dragon Kings | 36 – 43 | Qingdao Clipper | Damai Center |

#### 3ª giornata
| Tsingtao 15 ottobre 2016, ore 14:00 | Shenzhen Naja | 48 – 61 referto | Shanghai Skywalkers | Conson Gymnasium |

| Tsingtao 15 ottobre 2016, ore 19:00 | Guangzhou Power | 40 – 7 referto | Dalian Dragon Kings | Conson Gymnasium |

| Tsingtao 16 ottobre 2016, ore 15:00 | Qingdao Clipper | 33 – 47 referto | Beijing Lions | Conson Gymnasium |

#### 4ª giornata
| Canton 22 ottobre 2016, ore 14:00 | Dalian Dragon Kings | 25 – 70 referto | Beijing Lions | Guangzhou Gymnasium |

| Canton 22 ottobre 2016, ore 19:00 | Shanghai Skywalkers | 49 – 51 referto | Qingdao Clipper | Guangzhou Gymnasium |

| Canton 23 ottobre 2016, ore 15:00 | Guangzhou Power | 47 – 39 referto | Shenzhen Naja | Guangzhou Gymnasium |

#### 5ª giornata
| Shenzhen 29 ottobre 2016, ore 14:00 | Shanghai Skywalkers | 63 – 21 referto | Dalian Dragon Kings | Shenzhen Dayun Arena |

| Shenzhen 29 ottobre 2016, ore 19:00 | Guangzhou Power | 32 – 55 referto | Beijing Lions | Shenzhen Dayun Arena |

| Shenzhen 30 ottobre 2016, ore 15:00 | Shenzhen Naja | 47 – 40 referto | Qingdao Clipper | Shenzhen Dayun Arena |

### Classifica
La classifica della regular season è la seguente:
- PCT = percentuale di vittorie, G = partite giocate, V = partite vinte,  P = partite perse, PF = punti fatti, PS = punti subiti

| Pos. | Squadra             | PCT   | G | V | N | P | PF  | PS  |
| ---- | ------------------- | ----- | - | - | - | - | --- | --- |
| 1    | Beijing Lions       | 1.000 | 5 | 5 | 0 | 0 | 274 | 184 |
| 2    | Qingdao Clipper     | .600  | 5 | 3 | 0 | 2 | 205 | 204 |
| 3    | Shanghai Skywalkers | .600  | 5 | 3 | 0 | 2 | 271 | 206 |
| 4    | Guangzhou Power     | .400  | 5 | 2 | 0 | 3 | 186 | 184 |
| 5    | Shenzhen Naja       | .400  | 5 | 2 | 0 | 3 | 222 | 215 |
| 6    | Dalian Dragon Kings | .000  | 5 | 0 | 0 | 5 | 98  | 263 |

### Finali

#### Finale 5º - 6º posto
| Shanghai 5 novembre 2016, ore 14:00 | Shenzhen Naja | 46 – 30 referto | Dalian Dragon Kings | Shanghai Oriental Sports Center |

#### Finale 3º - 4º posto
| Shanghai 5 novembre 2016, ore 19:00 | Shanghai Skywalkers | 57 – 52 referto | Guangzhou Power | Shanghai Oriental Sports Center |

#### I China Bowl
| Shanghai 6 novembre 2016, ore 15:00 | Beijing Lions | 35 – 34 referto | Qingdao Clipper | Shanghai Oriental Sports Center |

## Verdetti
- Beijing Lions Campioni della CAFL 2016

## Premi individuali
- MVP offensivo: Shane Austin (QB,  Shanghai Skywalkers)
- MVP difensivo: Torez Jones (DB,  Beijing Lions)
- Steel-man[6]: James Romain (DB/WR/KR,  Beijing Lions)
- Judge Spirit Award[7]: Mike Washington (WR,  Shanghai Skywalkers)

Fonte:  CAFL POST SEASON AWARDS – The MVPs, su caflfootball.com, 4 novembre 2016. URL consultato il 6 novembre 2016 (archiviato dall'url originale il 7 novembre 2016).

### All-Pro teams

#### All-Pro North Division All-Stars
| Offense           | Offense                                                                                   |
| ----------------- | ----------------------------------------------------------------------------------------- |
| Quarterback       | Luke Collis, Beijing Lions                                                                |
| Wide receiver     | Collin Taylor, Beijing Lions Reggie Gray, Qingdao Clipper Tian Chu Zhang, Qingdao Clipper |
| Fullback          | Rustin Mayorga, Beijing Lions                                                             |
| Offensive lineman | Wayne Tribue, Beijing Lions Neal Tivis, Beijing Lions Tian Hao Zhang, Beijing Lions       |

| Defense           | Defense                                                                                     |
| ----------------- | ------------------------------------------------------------------------------------------- |
| Defensive lineman | Calvin Fance, Beijing Lions Paul Cheng, Beijing Lions Steve Tang, Dalian Dragon Kings       |
| Jack linebacker   | Ameer Ismail, Dalian Dragon Kings                                                           |
| Middle linebacker | Jake Metz, Qingdao Clipper                                                                  |
| Defensive back    | Torez Jones, Beijing Lions James Romain, Beijing Lions Kent Richardson, Dalian Dragon Kings |

| Kicker | Patrick Clarke, Beijing Lions                                                                               |
| Atleti | Bryan Randall, QB, Qingdao Clipper Talib Wise, WR, Dalian Dragon Kings Siguang Yan, DL, Dalian Dragon Kings |

| Capo allenatore         | Clint Dolezel, Beijing Lions    |
| Assistant coach         | Steve Criswell, Qingdao Clipper |
| Chinese assistant coach | Jeff Mei, Beijing Lions         |

Fonte: The CAFL has announced their 2016 All-Pro North division All-Stars, su caflfootball.com, 4 novembre 2016. URL consultato il 6 novembre 2016 (archiviato dall'url originale il 7 novembre 2016).

#### All-Pro South Division All-Stars
| Offense           | Offense                                                                                               |
| ----------------- | --- |
| Quarterback       | Shane Austin, Shanghai Skywalkers                                                                     |
| Wide receiver     | Mike Washington, Shanghai Skywalkers Shaun Kauleinamoku, Shanghai Skywalkers Xu Xin He, Shenzhen Naja |
| Fullback          | Dashawn Johnson, Guangzhou Power                                                                      |
| Offensive lineman | David Wang, Guangzhou Power Travis Miller, Shanghai Skywalkers Max Westphal, Shenzhen Naja            |

| Defense           | Defense                                                                                            |
| ----------------- | -------------------------------------------------------------------------------------------------- |
| Defensive lineman | Robert Williams, Shenzhen Naja Frank Trotter, Guangzhou Power Willie McGinnis, Shanghai Skywalkers |
| Jack linebacker   | Ling Zi Hao, Guangzhou Power                                                                       |
| Middle linebacker | Tyre Glasper, Guangzhou Power                                                                      |
| Defensive back    | Cameron McGlenn, Guangzhou Power Dwayne Hollis, Shanghai Skywalkers Wang Lei, Shanghai Skywalkers  |

| Kicker    | Taylor Russolino, Shanghai Skywalkers                                                                     |
| Giocatori | Dak Britt, QB, Shenzhen Naja LaChristopher Lee, KR, Guangzhou Power Guxu Bing Fe, FB, Shanghai Skywalkers |

| Capo allenatore         | J.W. Kenton, Shenzhen Naja      |
| Assistant coach         | John Lyles, Shanghai Skywalkers |
| Chinese assistant coach | Robert Wang, Guangzhou Power    |

Fonte: The CAFL has announced their 2016 All-Pro South Division All-Stars, su caflfootball.com, 4 novembre 2016. URL consultato il 6 novembre 2016 (archiviato dall'url originale il 7 novembre 2016).

### Dream Team
Il CAFL Dream Team è stato selezionato tramite una votazione dei tifosi.
| Quarterback                  | Dak Britt, Shenzhen Naja              |
| Offensive lineman            | Jia Qi Zhang, Shenzhen Naja           |
| Defensive lineman            | Robert Williams, Shenzhen Naja        |
| Running back/Fullback        | Dashawn Johnson, Guangzhou Power      |
| Wide receiver                | Xu Xin He, Shenzhen Naja              |
| Defensive back               | Tanner Varner, Qingdao Clipper        |
| Linebacker/Middle linebacker | Hong Jia Wei David, Shenzhen Naja     |
| Kicker                       | Taylor Russolino, Shanghai Skywalkers |

Fonte: CAFL Fan’s Dream Team 2016, su caflfootball.com, 4 novembre 2016. URL consultato il 6 novembre 2016 (archiviato dall'url originale il 7 novembre 2016).

## Passer rating
La classifica tiene in considerazione soltanto i quarterback con almeno 10 lanci effettuati.
| Giocatore | Sq.                 | G   | Att    | Comp   | Int | Yds      | TD   | NFL    | NCAA   |
| --------- | ------------------- | --- | ------ | ------ | --- | -------- | ---- | ------ | ------ |
| Austin    | Shanghai Skywalkers | 5+1 | 168+23 | 102+19 | 5+0 | 1182+254 | 28+7 | 114,88 | 181,74 |
| Collis    | Beijing Lions       | 5+1 | 154+40 | 110+18 | 2+1 | 1178+203 | 24+5 | 119,87 | 172,01 |
| Randall   | Qingdao Clipper     | 5+1 | 146+19 | 80+14  | 3+2 | 1117+171 | 21+4 | 109,04 | 166,48 |
| Raterink  | Guangzhou Power     | 5+1 | 120+24 | 67+15  | 4+3 | 934+218  | 18+2 | 102,20 | 160,26 |
| Britt     | Shenzhen Naja       | 5+1 | 112+15 | 64+6   | 3+0 | 637+87   | 13+3 | 101,51 | 139,86 |
| Yatim     | Dalian Dragon Kings | 5+1 | 84+29  | 49+11  | 3+0 | 510+172  | 6+2  | 84,02  | 121,85 |
| Garcia    | Dalian Dragon Kings | 5   | 66     | 29     | 4   | 266      | 4    | 50,44  | 85,67  |

- Miglior QB della stagione regolare: Collis ( Beijing Lions), 184,51
- Miglior QB dei playoff: Austin ( Shanghai Skywalkers), 275,81
- Miglior QB della stagione: Austin ( Shanghai Skywalkers), 181,74